# Lijst van rijksmonumenten in Wirdum (Friesland)
De plaats Wirdum (Wurdum) in Friesland telt 14 inschrijvingen in het rijksmonumentenregister. Hieronder een overzicht. 
| Object                                                                          | Oorspronkelijke functie?  | Bouwjaar | Architect        | Locatie                                                     | Coördinaten?                  | Nr.?   | Afbeelding                                           |
| ------------------------------------------------------------------------------- | ------------------------- | --- | ---------------- | ----------------------------------------------------------- | ----------------------------- | ------ | ---------------------------------------------------- |
| Sint-Martinuskerk. Hervormde kerk                                               | Kerk en kerkonderdeel     | oorspr. 12e eeuw 13e eeuw (uitbr./verb.) 14e eeuw (zuidtoren) 17e eeuw (sloop westtoren) 1716 (verb.) 1806 (beklamping toren) 19e eeuw (ramen) | P. Jansen (1716) | Kerkeweg 24                                                 | 53° 8' 60" NB, 5° 48' 16" OL  | 18256  | Meer afbeeldingen                                    |
| Kramersmolen                                                                    | Industrie- en poldermolen | 1995 (herb. op huidige locatie) |                  | bij Boksumerdyk 11                                          | 53° 10' 33" NB, 5° 45' 49" OL | 24508  | Meer afbeeldingen                                    |
| Ald Barrahûs                                                                    | Woonhuis                  | midden 17e eeuw |                  | Brédyk 24-26                                                | 53° 9' 59" NB, 5° 47' 7" OL   | 24520  | Meer afbeeldingen                                    |
| Molen Hoogland                                                                  | Industrie- en poldermolen | 2003 (herb. op huidige locatie) |                  | bij Boksumerdyk 11                                          | 53° 10' 33" NB, 5° 45' 54" OL | 24521  | Meer afbeeldingen                                    |
| Terp                                                                            | Archeologisch monument    | middeleeuwen |                  | ten oosten van de Brédyk bij de Oenemadyk                   | 53° 9' 0" NB, 5° 46' 59" OL   | 45694  | Upload foto                                          |
| Terp                                                                            | Archeologisch monument    | omstreeks begin jaartelling |                  | ten oosten van de Hegedyk ca. 500 m ten zuiden van het dorp | 53° 8' 1" NB, 5° 47' 7" OL    | 45695  | Upload foto                                          |
| Terp                                                                            | Archeologisch monument    | 12e-13e eeuw |                  | ten oosten van de Hegedyk bij het Noardein                  | 53° 7' 45" NB, 5° 46' 55" OL  | 45696  | Upload foto                                          |
| Dorpswoning in eclectische stijl met art-nouveau-kenmerken                      | Woonhuis                  | 1868 kort na 1960 (verb.) |                  | Legedyk 1                                                   | 53° 8' 56" NB, 5° 48' 5" OL   | 523210 | Upload foto                                          |
| Hervormde kerk, voorm. pastorie met koetshuis en hek                            | Kerkelijke dienstwoning   | 1875 | J.D. Bruns       | Hof 1                                                       | 53° 8' 58" NB, 5° 48' 14" OL  | 523211 | Hervormde kerk, voorm. pastorie met koetshuis en hek |
| Kleine dorpsvilla in traditionalistische stijl                                  | Woonhuis                  | 1913 | D. Meintema      | Legedyk 68                                                  | 53° 8' 53" NB, 5° 47' 52" OL  | 523212 | Kleine dorpsvilla in traditionalistische stijl       |
| Woonhuis in eclectische stijl met neoclassicistische elementen                  | Woonhuis                  | 1863 |                  | Lytse Buorren 14-16                                         | 53° 9' 1" NB, 5° 48' 10" OL   | 523213 | Upload foto                                          |
| Betonnen brug over de Wirdumervaart                                             | Brug                      | 1937 |                  | bij de overgang Greate Buorren-Legedyk                      | 53° 8' 57" NB, 5° 48' 6" OL   | 523214 | Upload foto                                          |
| Boerderij met dwarsgeplaatst voorhuis in eclectische stijl met wagenhuis en hek | Boerderij                 | 1881 |                  | Brédyk 30                                                   | 53° 9' 34" NB, 5° 47' 8" OL   | 523368 | Upload foto                                          |
| Windmotor Wirdum                                                                | Industrie- en poldermolen | 1939 2009 (rest.) |                  | aan de Swichumerdyk bij de ijsbaan                          | 53° 9' 9" NB, 5° 49' 39" OL   | 523370 | Meer afbeeldingen                                    |